# 日本中央の碑
日本中央の碑（にほんちゅうおうのいしぶみ）は、青森県東北町にある石碑。

## 概略

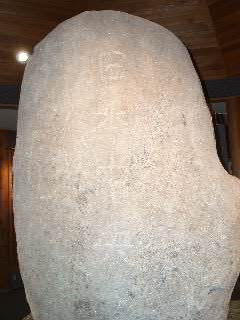
日本中央の碑

1949年（昭和24年）6月21日、当時甲地村であった石文集落近くの赤川上流で千曳在住の川村種吉により発見された、高さ1.5mほどの自然石に「日本中央」と刻まれた碑である。
発見後、新聞社や学者が調査を行うが、本物のつぼのいしぶみであるとする鑑定がはっきりと出されていないのが現状である。これは、袖中抄の記述とは一致するが常識とは違う「日本中央」という文面や、多賀城碑の存在、坂上田村麻呂が現地に到達した伝承がないという問題、一見して達筆であるとは言えない字の形も鑑定に影響を及ぼしている。
「日本中央」という文面の問題は、喜田貞吉は、千島列島を考慮することで問題は解決するとした。一方、日本という名前を蝦夷の土地に使っていた例もあり、蝦夷の土地の中央であるから「日本中央」であるという説もある。津軽の安藤氏も日之本将軍を自称し、しかもそれが天皇にも認められていた。また、豊臣秀吉の手紙でも奥州を「日本」と表現した例がある（この場合、よみは『ひのもと』となる）。
また、坂上田村麻呂はこの地に到達していないが、文屋綿麻呂はこの地に到達している。
2012年（平成24年）に青森大学学長であった盛田稔は、現在保存・展示されている「日本中央の碑」は後世の偽作であるとしている。盛田は、この石が鉄道を敷く時に無蓋貨車に乗せてきて、下の沢に落とした物であることを、地元で故人の地方史家から他言無用の約束で聞いたとしている。しかし盛田は同時に、つぼのいしぶみ伝説について謎は全くないとし、文室綿麻呂が811年に蝦夷と戦ったとき、軍を引き上げるに際し対面を保つために、今後叛意を示さない限りここはお前たちの土地であるとの印に、蝦夷の中央の意味の「日本中央」と書いて与えたものだとしている。 
現在、日本中央の碑保存館の中にこの石碑は保存されている。